# Guruia talboti
Guruia talboti is een hooiwagen uit de familie echte hooiwagens (Phalangiidae).